# A Dama de Monsoreau (livro)

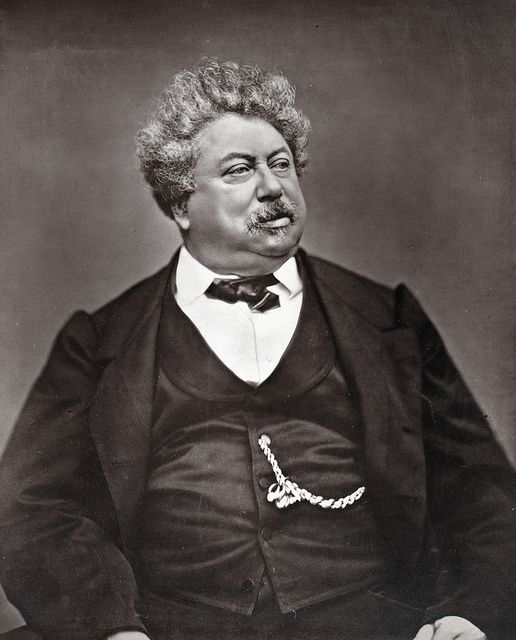
Alexandre Dumas Pai.

La Dame de Monsoreau (no Brasil e em Portugal, A Dama de Monsoreau) é um romance histórico escrito por Alexandre Dumas e publicado em 1846, que deve o seu nome aos condes que possuíam o famoso castelo de Montsoreau.
É a segunda parte de uma série de livros que se convencionou chamar Os Romances Valois que é precedida por A Rainha Margot e seguida por Os Quarenta e Cinco. A série abrange um período histórico que vai desde o final do reinado de Carlos IX, rei de França, com ênfase na perseguição aos huguenotes e na Noite de São Bartolomeu, (período abordado por A Rainha Margot) até o de seu irmão, Henrique III, último rei da dinastia Valois. Foi escrito em colaboração com Auguste Maquet.

## Contexto
A ação se passa entre 1578 e 1579, seis anos após o Massacre de São Bartolomeu, fato que inicia "A Rainha Margot". O Duque de Alençon, tornado Duque de Anjou após a coroação de seu irmão Henrique III de França, havia se reconciliado com este, em 1577, mas torna a indispor-se em Fevereiro de 1578. Os cavalheiros do duque, chamados "angevinos" no romance, procuram causar danos aos favoritos do rei. Estes são igualmente ameaçados pelos partidários do Duque de Guise, chefe da facção católica, a quem o Rei Henrique III procura minar a autoridade tomando ele próprio a cabeça da Liga.
Entre os cavalheiros do Duque de Anjou figura Louis de Bussy d'Amboise, que se tornou famoso pela selvageria quando do Massacre de São Bartolomeu e que o duque nomeou governador do Ducado de Anjou. Dumas idealizou bastante Bussy, retendo apenas deste personagem arrogante e brutal sua bravura. Em abril tem lugar o "Duelo dos Mignons", que termina com a morte de Caylus, Maugiron e Livarot e que afeta muito o rei. Dumas arranja os fatos a sua maneira para fazer deste duelo a penúltima cena de seu romance.

## Intriga
A "Dama de Monsoreau" entrelaça duas intrigas em seu texto :
- uma história de amor entre Louis de Clermont, senhor de Bussy d'Amboise e Diana de Méridor, dama de Monsoreau, esposa de Charles de Chambes.
- uma intriga política que coloca em cena as perturbações políticas e religiosas sob o reinado de Henrique III de França, notadamente a rivalidade que o opõe ao Duque de Anjou, seu irmão, personagem desenhado como intrigante e sem honra.

## Sinopse

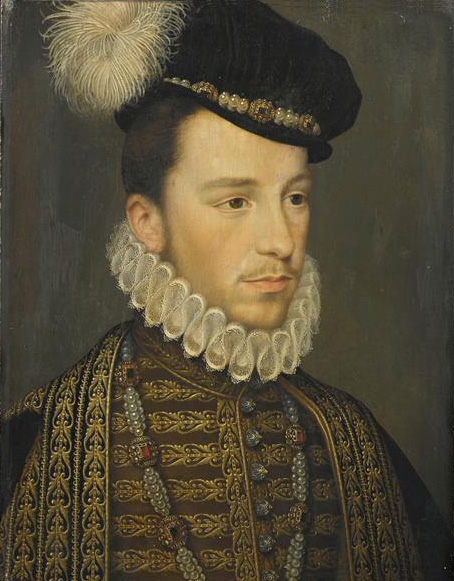
Henrique de Anjou, futuro Rei Henrique III de França
Retrato de François Clouet (1570)

Henrique III é filho de Catarina de Médicis e irmão mais velho de Francisco de Alençon, Duque de Anjou. É um homem a quem a devoção leva à superstição, inteligente porém fraco. Seu bufão, Chicot, lhe é pródigo em conselhos. A história desenrola-se em 1578, quando Henrique III está com 27 anos e reina há apenas quatro anos, após a morte de seu irmão Carlos IX, morto em condições suspeitas. Precisa fazer frente a numerosos complôs chefiados por seu próprio irmão, ciumento de seu poder, que se alinha com Henrique de Navarra, um huguenote.
O romance começa pelo casamento de um dos favoritos do rei (que Dumas pinta como possuindo tendências humossexuais), Saint Luc com Joana. Henrique III, por ciúme, o mantem prisioneiro junto a si no Louvre. Chicot consegue unir secretamente o casal nas barbas do rei. Este, descobrindo o blefe, precipita a fuga dos recém-casados para o Castelo de Méridor.
Enquanto isso, Bussy, cavalheiro leal ao Duque de Anjou, é vítima de uma emboscada preparada por cavalheiros ligados ao Rei Henrique III. Temido espadachim, ele põe em fuga os adversários mas é ferido com um golpe de espada. Desmaia e, ao acordar, descobre que suas feridas foram tratadas. Bussy não se recorda de nada, salvo do rosto de uma bela jovem. Consegue encontrar o médico que o tratou e, graças a ele, chega até a dama, Diana de Méridor. Os dois jovens apaixonam-se um pelo outro. Mas Diana tem uma dívida com o Duque de Monsoreau que a salvou das investidas do Duque de Anjou e prometeu casar-se com ele.
Por seu lado, Chicot, beneficiando-se da ingenuidade de seu amigo, o monge Gorenflot, consegue introduzir-se em uma reunião secreta da Liga onde o Duque de Mayenne e a Família Guise conspiram para se apossar do trono francês. Eles dispõem de uma genealogia escrita por um certo Nicolas David para estabelecer o direito dos Guise à coroa de França. Chicot e Gorenflot perseguem Nicolas David, matam-no e recuperam esses papéis. Esta intervenção permite ao rei ficar a par dos detalhes da conspiração. Henrique III proclama-se então chefe da Liga em lugar de sue irmão, o Duque de Anjou, que ele mantém prisioneiro no Louvre.
Enquanto isso, Saint Luc e sua jovem esposa encontram o castelo de Méridor de luto. Bussy conduz o Barão de Méridor até sua filha, Diana, e tenta romper o noivado desta com o Conde de Monsoreau com a intervenção do Duque de Anjou. Mas Monsoreau consegue acelerar seu casamento com Diana após ameaçar o Duque de Anjou de denunciar seus projetos criminosos ao rei. Monsoreau é nomeado "Monteiro-Mor de França" ("Grand Veneur de France", em francês)por Henrique III e precisa separar-se de sua esposa, que volta a Méridor. Bussy a segue e torna-se seu amante. O Duque de Anjou é libertado do Louvre por Henrique de Guise e vem instalar-se em Angers, onde vive Bussy. Este volta ao serviço de seu príncipe.
Desconfiando do Duque de Anjou, o Conde de Monsoreau volta para perto de sua esposa e descobre que ela tem um amante. Ferido por Saint Luc, decide voltar a Paris com Diana. Bussu proclama-se embaixador do Duque de Anjou junto ao rei. Henrique de Guise, acompanhando por membros da Liga, prepara-se para tomar o lugar do Rei durante a festa de Corpus Christi. Chicot consegue informações que lhe permitem abortar o plano, embebedando o monge Gorenflot. Enquanto isso, o Duque de Anjou descobre a ligação que existe entre Diana e Bussy e a transmite indiretamente ao Conde de Monsoreau. Este faz com que Bussy caia numa emboscada em que o amante de Diana perde a vida não sem bravura. O conde é também ferido mortalmente. Isso acontece na véspera de um duelo decisivo marcado entre Bussy e três cavalheiros do Duque de Anjou e quatro outros ligados a Henrique III. O duelo é mantido e é ganho pelos amigos de Bussy, apesar de em menor número. O rei, ligado a seus homens, afunda em depressão e no ódio profundo por seu irmão. Diana foge e a obra acaba.

## Personagens históricas
Henrique III de França • Catarina de Médicis • Francisco, Duque de Anjou • Duque de Guise • Louis de Maugiron • Jacques de Caylus • Louis de Bussy d'Amboise • Charles de Chambes

## Adaptações

### Cinema
thumb|thumbtime=23|upright=1.5|La Dame de Monsoreau (1913)
- 1909 : La Dame de Monsoreau (La signora di Monsoreau), filme de Mario Caserini,
- 1913 : La Dame de Monsoreau, filme de Émile Chautard.[2],
- 1923 : La Dame de Monsoreau, filme mudo francÊs de René Le Somptier.